# Auvers-Saint-Georges
 Auvers-Saint-Georges  es una población y comuna francesa, en la región de Isla de Francia, departamento de Essonne, en el distrito de Étampes y cantón de Étréchy.

## Demografía
| 536 | 574 | 639 | 842 | 992 | 1059 |
| Para los censos de 1962 a 1999 la población legal corresponde a la población sin duplicidades (Fuente: INSEE [Consultar]) |     |     |     |     |      |